# 에도사키정
에도사키정(江戸崎町)은 이바라키현 시다군·이나시키군에 설치되었던 정이다. 현재의 이나시키시에 해당한다.

## 역사
- 1889년 4월 1일 - 이나시키군 에도사키정이 성립하였다.
- 1896년 4월 1일 - 군제 시행으로 통폐합으로 인해 이나시키 군 에도사키 정으로 소속되었다.
- 1954년 11월 3일 - 기미가촌, 누마사토촌, 하토사키촌, 다카다촌이 합병해 새로운 에도사키정이 성립하였다.
- 2005년 3월 22일 - 아즈마정 사쿠라가와촌 신토네정과 합병해 이나시키시가 성립해 에도사키정은 폐지되었다.

## 교통

### 도로
- 국도 제125호선
- 국도 제408호선